# Лумбалду (Сасари)
Лумбалду је насеље у Италији у округу Сасари, региону Сардинија.
Према процени из 2011. у насељу је живело 67 становника. Насеље се налази на надморској висини од 398 м.